# LOVE (скульптура, Индианаполис)
LOVE (рус. ЛЮБОВЬ) — скульптура американского поп-арт-художника Роберта Индианы. Создана в 1970 году и стала первой в длинном ряду скульптур тематики LOVE. В 1975 году работа была приобретена Музеем искусств в Индианополисе, с тех пор и поныне выставлена на открытом воздухе на его территории.

## Описание
Общий размер композиции: 3,7 метра в длину, 3,7 метра в высоту и 1,8 метра в глубину. Материал — кортеновская сталь. Скульптура представляет собой четыре полые буквы: «L» и «O», стоящие на, соответственно, буквах «V» и «E», причём буква «O» наклонена под углом 45°. Буквы «L» и «V» представляют собой единый блок без зазора между собой, а буквы «O» и «E» являются отдельными частями композиции с чётко выраженным разделением. Также буквы «V» и «E» соединены друг с другом засечками, а буквы «L» и «O» чётко отделены друг от друга. Постаментом служит обычный гравий. Скульптура естественным образом покрыта оксидом железа (III), что придаёт ей красно-коричневый цвет и предотвращает от дальнейшей коррозии. Летом 2006 года неравномерная коррозия букв была удалена с помощью пескоструйной обработки оксидом алюминия, в результате чего они приобрели первоначальный серебристо-оранжевый цвет. По окончании реставрации композиция вновь была выставлена на открытый воздух, где она понемногу начала снова покрываться патиной, возвращаясь к знакомому посетителям цвету.

## История
Слово «любовь» играло большую роль в молодёжной западной жизни 1960-х годов (хиппи), однако Индиана утверждал, что у него с этим словом есть собственная, более ранняя и личная связь. Ещё ребёнком он стал прихожанином церкви Христианской науки и там на него произвела большое впечатление табличка над алтарём, на которой была написана короткая фраза: «Бог есть любовь», взятая из 1-го послания Иоанна (4:7—21).
Впервые изображение LOVE в виде квадрата и с наклонённой «O» появилось на рождественской открытке Нью-Йоркского музея современного искусства в 1964/1965 году. Изображение стало пользоваться популярностью, стали печататься пиратские копии этого рисунка, поэтому в конце 1960-х годов Индиана попытался защитить это своё произведение авторским правом, но ему было отказано с формулировкой «одно слово не может являться объектом авторского права». В 1973 году изображение LOVE было напечатано на восьмицентовой почтовой марке Почтовой службы США — их было отпечатано более 300 миллионов штук.
В июле 1993 года специалисты Смитсоновского музея американского искусства исследовали скульптуру на предмет сохранности, в частности, наличия влаги внутри полых букв, и признали инсталляцию находящейся в хорошем состоянии.
В настоящее время вариации скульптуры LOVE стоят во многих городах Земли, причём слово «любовь» там представлено не только на английском языке, но и на иврите (אהבה), китайском (愛), итальянском (Amore) и испанском (Amor) языках.

### Местонахождение
Скульптура была создана компанией Lippincott, Inc. в городке Норт-Хэвен, штат Коннектикут, в 1970 году. Сразу после этого она была перевезена в Индианаполис и установлена на главной площади нового, только что открывшегося здания Музея искусств. В течение следующего года скульптура выставлялась в Бостоне и Нью-Йорке (в Центральном парке). Вернувшись в Индианаполис, LOVE некоторое время простояла перед зданием Банка Индианы, потом в торговом центре на фоне административного корпуса фармацевтической компании Eli Lilly and Company: это было сделано с целью использовать композицию как фон для рекламных роликов Eli Lilly, таким образом проводилась параллель между креативностью в искусстве и творческим потенциалом исследований фармацевтической компании.
В настоящее время LOVE стоит на открытом воздухе на территории Музея искусств рядом с художественной инсталляцией Цифры 1—0, созданной тем же Робертом Индианой в начале 1980-х годов.